# Eiko Miyoshi
Eiko Miyoshi (三好栄子 Miyoshi Eiko?, n. 8 aprilie 1894, Jinbōchō⁠(d), Tōkyō, Japonia – d. 28 iulie 1963) a fost o actriță japoneză. A purtat inițial numele real Haru Miyata (宮田 ハル Miyata Haru?), pe care l-a schimbat în Haru Morata (宮田 ハル Morata Haru?) după ce s-a căsătorit.

## Biografie
Eiko Miyoshi a apărut în 80 de filme între 1941 și 1959. Rolurile sale cele mai cunoscute sunt Osugi, mama ticăloasă a lui Matahachi (prietenul din copilărie al lui Miyamoto Musashi), cea care-l trădează pe Takezo Shimmen (interpretat de Toshirō Mifune) în filmul Miyamoto Musashi (1954) al lui Hiroshi Inagaki, Asa, soția muribundă a meșterului arămar Tomekichi, în filmul Azilul de noapte (1957) al lui Akira Kurosawa și doamna de onoare în vârstă în filmul La Forteresse cachée (1958) al aceluiași Kurosawa.
Ea i-a oferit lecții de călărie și a îndrumat-o pe tânăra Misa Uehara, interpreta prințesei Yuki, în La Forteresse cachée (1958).

## Filmografie selectivă
- 1941: Memorandum des chansons de femmes (歌女おぼえ書 Utajo oboegaki?), regizat de Hiroshi Shimizu
- 1946: Je ne regrette rien de ma jeunesse (わが青春に悔なし Waga seishu ni kui nashi?), regizat de Akira Kurosawa - doamna Yagihara, soția profesorului[6]
- 1949: Chien enragé (野良犬 Nora-inu?), regizat de Akira Kurosawa - doamna Namiki, mama lui Harumi[7]
- 1951: Les Habits de la vanité (偽れる盛装 Itsuwareru seiso?), regizat de Kōzaburō Yoshimura - mama lui Hideo
- 1951: Élégie (悲歌 Aika?), regizat de Kajirō Yamamoto
- 1951: Enfance (少年期 Shōnenki?), regizat de Keisuke Kinoshita
- 1951: L'Idiot (白痴 Hakuchi?), regizat de Akira Kurosawa - doamna Kayama[8]
- 1951: M. Hope (ホープさん サラリーマン虎の巻 Hopu-san: sarariman no maki?), regizat de Kajirō Yamamoto
- 1952: Okuni et Gohei (お国と五平 Okuni to Gohei?), regizat de Mikio Naruse
- 1952: Sengoku burai (戦国無頼?), regizat de Hiroshi Inagaki[9]
- 1952: Vivre (生きる Ikiru?), regizat de Akira Kurosawa - femeie care înmânează o petiție[10]
- 1952: La Mère (おかあさん Okaasan?), regizat de Mikio Naruse
- 1952: Les Jeunes gens (若い人 Wakai hito?), regizat de Kon Ichikawa
- 1952: La Femme qui a touché les jambes (足にさわった女 Ashi ni sawatta onna?), regizat de Kon Ichikawa
- 1952: Un amour pur de Carmen (カルメン純情す Karumen junjō su?), regizat de Keisuke Kinoshita
- 1953: Jirocho et l'histoire des trois royaumes - Premier voyage de Jirocho (次郎長三国志 第二部 次郎長初旅 Jirochō sangokushi: Jirochō hatsutabi?), regizat de Masahiro Makino
- 1953: Là d'où l'on voit les cheminées (煙突の見える場所 Entotsu no mieru basho?), regizat de Heinosuke Gosho - Ranko
- 1953: Un couple (夫婦 Fūfu?), regizat de Mikio Naruse - proprietara locuinței
- 1953: Monsieur Pū (プーサン Pū-san?), regizat de Kon Ichikawa
- 1953: La Jeunesse de Heiji Zenigata (天晴れ一番手柄 青春銭形平次 Seishun Zenigata Heiji?), regizat de Kon Ichikawa - Tome
- 1953: Hanjiro Omatsuri (お祭半次郎 Omatsuri Hanjirō?), regizat de Hiroshi Inagaki - Otaki
- 1954: Une auberge à Osaka (大阪の宿 Osaka no yado?), regizat de Heinosuke Gosho - proprietara hanului
- 1954: Calendrier de femmes (女の暦 Onna no koyomi?), regizat de Seiji Hisamatsu - Ofuku
- 1954: La Légende de Musashi (武蔵 宮本 Miyamoto Musashi?), regizat de Hiroshi Inagaki - Osugi, mama lui Matahachi[11]
- 1954: Quelque part sous le ciel immense (女性に関する十二章 Kono hiroi sora no dokoka ni?), regizat de Masaki Kobayashi
- 1954: Douze chapitres sur les femmes (女性に関する十二章 Josei ni kansuru jūni shō?), regizat de Kon Ichikawa - Hamako Kure
- 1955: Le Blé vert (麦笛 Mugibue?), regizat de Shirō Toyoda
- 1955: Duel à Ichijoji (続宮本武蔵 一乗寺の決闘 Zoku Miyamoto Musashi: Ichijōji no kettō?), regizat de Hiroshi Inagaki - Osugi[12]
- 1955: La Relation matrimoniale (夫婦善哉 Meoto zenzai?), regizat de Shirō Toyoda
- 1955: Asunaro monogatari (あすなろ物語?), regizat de Hiromichi Horikawa - bunica lui Ayuta[12]
- 1955: Vivre dans la peur (生きものの記録 Ikimono no kiroku?), regizat de Akira Kurosawa - Toyo Nakajima, soția lui Kiichi[13]
- 1956: La Rue de la honte (赤線 地帯 Akasen chitai?), regizat de Kenji Mizoguchi - Kadowaki Saku
- 1956: Le Cœur d'une épouse (妻の心 Tsuma no kokoro?), regizat de Mikio Naruse[14]
- 1956: Le Chat, Shozo et ses deux maitresses (猫と庄造と二人のをんな Neko to Shozo to futari no onna?), regizat de Shirō Toyoda
- 1957: Tronul însângerat (蜘蛛巣城 Kumonosu jo?), regizat de Akira Kurosawa - doamna de onoare în vârstă de la castel[15]
- 1957: Les Justiciers (正義派 Seigiha?), regizat de Minoru Shibuya
- 1957: Pays de neige (雪国 Yukiguni?), regizat de Shirō Toyoda
- 1957: Crépuscule à Tokyo (東京暮色 Tokyo boshoku?), regizat de Yasujirō Ozu - femeia înțeleaptă
- 1957: Hikage no musume (ひかげの娘?), regizat de Shūe Matsubayashi
- 1957: Fleurs infernales (地獄花 Jigoku bana?), regizat de Daisuke Itō
- 1957: Bōkyaku no hanabira: Kanketsuhen (忘却の花びら 完結篇?), regizat de Toshio Sugie
- 1957: Les Hommes de Tohoku (東北の神武たち Tōhoku no zunmu-tachi?), regizat de Kon Ichikawa
- 1957: Azilul de noapte (どん底 Donzoko?), regizat de Akira Kurosawa - Asa, soția bolnavă a lui Tomekichi[16]
- 1957: La Rivière noire (黒い河 Kuroi Kawa?), regizat de Masaki Kobayashi
- 1957: Onna goroshi abura jigoku (女殺し油地獄?), regizat de Hiromichi Horikawa - mama
- 1958: Shachō sandaiki (社長三代記?), regizat de Shūe Matsubayashi
- 1958: Haha sannin (母三人?), regizat de Seiji Hisamatsu - Kayo Nakahara, mama lui Seiji
- 1958: Zoku shachō sandaiki (続・社長三代記?), regizat de Shūe Matsubayashi
- 1958: La Lumière des lucioles (螢火 Hotarubi?), regizat de Heinosuke Gosho
- 1958: Kami no taisho (裸の大将?), regizat de Hiromichi Horikawa
- 1958: La Saison des mauvaises femmes (悪女の季節 Akujo no kisetsu?), regizat de Minoru Shibuya - Kin
- 1958: La Forteresse cachée (隠し砦の三悪人 Kakushi toride no san-akunin?), regizat de Akira Kurosawa - doamna de onoare în vârstă[17]
- 1959: Shachō taiheiki (社長太平記?), regizat de Shūe Matsubayashi - Iwako
- 1959: Zoku shachō taiheiki (続・社長太平記?), regizat de Shūe Matsubayashi
- 1959: Le Sifflement de Kotan (コタンの口笛 Kotan no kuchibue?), regizat de Mikio Naruse
- 1959: La Vie d'un maître d'armes (或る剣豪の生涯 Aru kengo no shogai?), regizat de Hiroshi Inagaki - Okuni[18]
- 1959: Bonjour (お早う Ohayo?), regizat de Yasujirō Ozu - Mitsue Haraguchi
- 1959: Yajū shisubeshi (野獣死すべし?), regizat de Eizō Sugawa